# Терхкорт
Терхкорт — горная вершина водораздельного хребта Большого Кавказа в Джейрахском районе Республики Ингушетия. Находится в восточной части Скалистого хребта, недалеко от государственной границы с Грузией, в левобережье среднего течения реки Асса. Высота над уровнем моря составляет 3209 метра.